# بلبورت (نيويورك)
بلبورت (بالإنجليزية: Bellport, New York)‏ هي منطقة سكنية تقع في الولايات المتحدة في مقاطعة سوفولك، نيويورك. يقدر عدد سكانها بـ 2,084 نسمة ومساحتها 4.0 كم2 وترتفع عن سطح البحر 8 متر.

## التركيبة السكانية
حدّد مكتب تعداد الولايات المتحدة بيانات التركيبة السكانية لبلبورت في تعداد الولايات المتحدة. في ما يلي، التركيبة السكانية حسب تعدادي 2000 و2010.

### تعداد عام 2000
بلغ عدد سكان بلبورت 2,363 نسمة بحسب تعداد عام 2000، وبلغ عدد الأسر 993 أسرة وعدد العائلات 684 عائلة مقيمة في القرية. في حين سجلت الكثافة السكانية 599.7 نسمة لكل كيلومتر مربع (1,553.2/ميل2). وبلغ عدد الوحدات السكنية 1,139 وحدة بمتوسط كثافة قدره 289.1 لكل كيلومتر مربع (748.8/ميل2).
وتوزع التركيب العرقي للقرية بنسبة 95.13% من البيض و1.27% من الأمريكيين الأفارقة و0.38% من الأمريكيين الأصليين و1.65% من الأمريكيين ذوي الأصول الآسيوية و0.08% من سكان جزر المحيط الهادئ و0.21% من الأعراق الأخرى و1.27% من عرقين مختلطين أو أكثر و1.78% من الهسبانيون أو اللاتينيون من أي عرق.
بلغ عدد الأسر 993 أسرة كانت نسبة 24.6% منها لديها أطفال تحت سن الثامنة عشر تعيش معهم، وبلغت نسبة الأزواج القاطنين مع بعضهم البعض 58.4% من أصل المجموع الكلي للأسر، ونسبة 7.8% من الأسر كان لديها معيلات من الإناث دون وجود شريك، بينما كانت نسبة 2.7% من الأسر لديها معيلون من الذكور دون وجود شريكة وكانت نسبة 31.1% من غير العائلات. تألفت نسبة 24.5% من أصل جميع الأسر من عدة أفراد يعيشون في نفس المنزل ونسبة 12.5% كانت تتألف من شخص يعيش بمفرده يبلغ من العمر 65 عاماً أو أكثر. وبلغ متوسط حجم الأسرة المعيشية 2.38، أما متوسط حجم العائلات فبلغ 2.86.
بلغ العمر الوسطي للسكان 46.5 عاماً. وكانت نسبة 18.7% من القاطنين تحت سن الثامنة عشر، وكانت نسبة 4.6% بين الثامنة عشر والرابعة والعشرين عاماً، ونسبة 24% كانت واقعةً في الفئة العمرية ما بين الخامسة والعشرين والرابعة والأربعين عاماً، ونسبة 32.2% كانت ما بين الخامسة والأربعين والرابعة والستين، ونسبة 20.4% كانت ضمن فئة الخامسة والستين عاماً فما فوق. يوجد لكل 100 أنثى 90.4 ذكر، ويوجد لكل 100 أنثى في الثامنة عشر من عمرها فما فوق 89.6 ذكر.
بلغ متوسط دخل الأسرة في القرية 77,523 دولارًا، أما متوسط دخل العائلة فبلغ 80,850 دولارًا. وكان متوسط دخل الذكور 51,189 دولارًا مقابل 40,985 دولارًا للإناث. وسجل دخل الفرد الخاص بالقرية 38,906 دولارًا. وكانت نسبة 0.6% من العائلات ونسبة 1.6% من السكان تحت خط الفقر، وكان من هؤلاء نسبة 0.9% تحت سن الثامنة عشر ونسبة 1.7% في الخامسة والستين من العمر وما فوق.

### تعداد عام 2010
بلغ عدد سكان بلبورت 2,084 نسمة بحسب تعداد عام 2010، وبلغ عدد الأسر 921 أسرة وعدد العائلات 589 عائلة مقيمة في القرية. في حين سجلت الكثافة السكانية 528.9 نسمة لكل كيلومتر مربع (1,369.8/ميل2). وبلغ عدد الوحدات السكنية 1,170 وحدة بمتوسط كثافة قدره 297 لكل كيلومتر مربع (769.2/ميل2).
وتوزع التركيب العرقي للقرية بنسبة 94.19% من البيض و1.68% من الأمريكيين الأفارقة و0.38% من الأمريكيين الأصليين و1.30% من الأمريكيين ذوي الأصول الآسيوية و0.62% من الأعراق الأخرى و1.82% من عرقين مختلطين أو أكثر و4.17% من الهسبانيون أو اللاتينيون من أي عرق.
بلغ عدد الأسر 921 أسرة كانت نسبة 21% منها لديها أطفال تحت سن الثامنة عشر تعيش معهم، وبلغت نسبة الأزواج القاطنين مع بعضهم البعض 53.7% من أصل المجموع الكلي للأسر، ونسبة 7.6% من الأسر كان لديها معيلات من الإناث دون وجود شريك، بينما كانت نسبة 2.6% من الأسر لديها معيلون من الذكور دون وجود شريكة وكانت نسبة 36% من غير العائلات. تألفت نسبة 30.1% من أصل جميع الأسر من عدة أفراد يعيشون في نفس المنزل ونسبة 12.8% كانت تتألف من شخص يعيش بمفرده يبلغ من العمر 65 عاماً أو أكثر. وبلغ متوسط حجم الأسرة المعيشية 2.26، أما متوسط حجم العائلات فبلغ 2.82.
بلغ العمر الوسطي للسكان 51.3 عاماً. وكانت نسبة 17.2% من القاطنين تحت سن الثامنة عشر، وكانت نسبة 4.7% بين الثامنة عشر والرابعة والعشرين عاماً، ونسبة 18.3% كانت واقعةً في الفئة العمرية ما بين الخامسة والعشرين والرابعة والأربعين عاماً، ونسبة 37.5% كانت ما بين الخامسة والأربعين والرابعة والستين، ونسبة 22.4% كانت ضمن فئة الخامسة والستين عاماً فما فوق. وتوزع التركيب الجنسي للسكان بنسبة 48.3% ذكور و51.7% إناث.

## أعلام
- بريان جونسون
- إدوارد ريتشارد شو
- وليام آر قرين
- ناثانيل ماكلين
- راندي سميث